# Bergsökenfinkar
Bergsökenfinkar (Rhodopechys) är ett släkte i familjen finkar inom ordningen tättingar. Släktet omfattar här två arter som förekommer dels i Marocko och Algeriet, dels i sydcentrala Asien från Turkiet till nordvästra Indien:
- Asiatisk bergsökenfink (R. sanguineus)
- Afrikansk bergsökenfink (R. alienus)

Bergsökenfinkarna betraktas ofta som en och samma art, bland annat av BirdLife Sverige, då med det svenska namnet bergsökenfink (R. sanguineus).